# Theatre of Tragedy
Theatre of Tragedy a fost o formație de muzică doom metal din Stavanger, Norvegia, constituită în 1992 ca Suffering Grief (după lansarea primului cântec numele a fost schimbat în La Reine Noir și apoi în Theatre of Tragedy). Este cunoscută datorită albumelor sale timpurii – Theatre of Tragedy, Velvet Darkness They Fear și Aégis, care au prezis o influență mare a genului gothic metal și au inspirat mulți alti artiști, precum Tristania sau The Sins of Thy Beloved. Trupa a folosit vocalul contrastiv – bas masculin (uneori cu growling) și soprană feminină, de obicei supranumite „Frumoasa și Bestia”. Versurile cântecelor primelor trei albume erau scrise în limba engleză modernă timpurie.
Stilul muzical al trupei s-a schimbat cu lansarea celui de-al patrulea album, Musique. Theatre of Tragedy s-a orientat către industrial metal și chiar electropop. După lansarea albumului Assembly, Liv Kristine Espenæs Krull a fost debarcată. Vocalista nouă, Nell Sigland din trupa The Crest, a publicat doar un album cu Theatre of Tragedy, intitulat Storm. 
Acum trupa lucrează pe albumul său nou.

## Discografie
- Theatre of Tragedy (1994) demo
- Theatre of Tragedy (1995) LP
- Velvet Darkness They Fear (1996) LP
- A Rose for the Dead (1997) EP
- Aégis (1998) LP
- Virago (1999) EP
- Musique (2000) LP
- Inperspective (2000 EP
- Closure:Live (2001) Album Live
- Assembly (2002) LP
- Storm (2006) LP
- Forever Is the World (2009) LP
- Addenda (2010) EP

### Single-uri
- Der Tanz Der Schatten (1996)
- Cassandra (1998)
- Image (2000)
- Machine (2001)
- Envision (2002)
- Let You Down (2002)
- Storm (2006)
- Deadland (2009)
- Venus

## Componență

### Membri actuali
- Raymond Rohonyi – voce (din 1992)
- Lorentz Aspen – keyboard (din 1993)
- Hein Frode Hansen – tobe (din 1993)
- Frank Claussen – chitară (din 1997)
- Vegard Thorsen – chitară (din 2001)
- Nell Sigland – voce (din 2004)

### Foști membri
- Liv Kristine Espenæs Krull – voce (1993 – 2003)
- Eirik Saltrø – chitară bas (1993 – 2000)
- Tommy Lindal – chitară (1993 – 1997)
- Pål Bjåstad – chitară (1992 – 1995)
- Geir Flikkeid – chitară (1995 – 1997)
- Tommy Olsson – chitară (1997 – 1999)